# Ростовцев, Михаил Иванович (хирург)
Михаил Иванович Ростовцев  (1865, Елец, Орловская губерния, Российская империя — 1952, Тарту, Эстонская ССР, СССР) —  российский хирург, учёный, педагог, профессор Юрьевского университета.

## Биография
Михаил Ростовцев родился 16 ноября 1865 года в Ельце Орловской губернии.
По окончании медицинского факультета Императорского Дерптского университета он служил санитарным врачом самарского губернского земства. В 1894—1901 годах состоял при Петербургской городской женской Обуховской больнице, ассистентом хирургического отделения.
В 1902 году Ростовцев защитил диссертацию на степень доктора медицины и с 1903 года состоял профессором оперативной хирургии и десмургии в Юрьевском университете. В его круг научных и профессиональных интересов входили, главным образом, изучение воспалительных заболеваний кишечника и разработка методов лечения этих заболеваний.
В 1908 году организовал частные университетские курсы (Tartu eraülikool  (эст.)), на которых до 1913 года был директором.
Михаил Иванович Ростовцев умер 6 мая 1952 года  в городе Тарту Эстонской ССР СССР. Похоронен на кладбище Раади (Успенском).

## Научные работы
Михаил Ростовцев опубликовал ряд работ, напечатанных в «Больничной Газете Боткина» (с 1896 года), «Летописи Русской Хирургии» (с 3897), «Русском Архиве Патол., Клин. Мед. и Бактер.» (с 1898 года), «Медицинском Обозрении», «Die medic. Woche», «Allg. Wiener med. Zeitung» и других изданиях.